# Whispered
Whispered — англоязычная группа из Финляндии.

## История
В 2001 году Jouni с его школьными друзьями Kopone, Mika и Jani организовали группу Zealot. После того, как парни написали несколько своих песен, группа начала поиски нового барабанщика и гитариста. Показав себя достойными кандидатами, Atte Pesonen и Pepe Ruponen присоединяются к Zealot. Через несколько лет в группу приходят Valtteri Arvaja и Тони Pöllänen, после чего состав группы окончательно сформировался. Название команды изменилось на Whispered.
В 2007 году выходит демо Wrath Of Heaven, и на группу обращают внимание звукозаписывающие компании. После долгой и усердной работы группа записывает свой первый альбом Thousand Swords, который увидел свет в 2010 году.

## Состав
- Jouni Valjakka: гитара, вокал
- Pepe Ruponen: гитара, бэк-вокал
- Mika Karjalainen: клавишные
- Valtteri Arvaja: бас-гитара, бэк-вокал
- Jaakko Nylund: ударные